# Dicellophilus anomalus
Dicellophilus anomalus är en mångfotingart som först beskrevs av Chamberlin 1904.  Dicellophilus anomalus ingår i släktet Dicellophilus och familjen storhuvudjordkrypare. Inga underarter finns listade i Catalogue of Life.